# 23436 Alekfursenko
23436 Alekfursenko è un asteroide della fascia principale. Scoperto nel 1982, presenta un'orbita caratterizzata da un semiasse maggiore pari a 3,1580066 UA e da un'eccentricità di 0,1997290, inclinata di 3,77619° rispetto all'eclittica.